# Cristian Cañozales
Cristian Cañozales Panesso (Medellín, Antioquia, 22 de abril de 1999) es un futbolista colombiano, juega como delantero y su equipo actual es Millonarios de la Categoría Primera A

## Origen y formación
Como jugador juvenil, Cañozales estuvo con el Club Deportivo Estudiantil, La Chalaca, Alianza Platanera  y la Fundación Andrés Rentería (esta última propiedad del jugador Topo Renteria). Antes de que se diera su debut profesional tiene una breve etapa en el equipo de Tigres de Bogotá.

## Trayectoria

### Etapa en Portugal
Posteriormente, se marcha al viejo continente recalando en Portugal, allí milita en primer lugar para el 1.º Dezembro y luego iría al Praiense del mismo país.

### Chile
Luego de ser adquirido por el Grupo Pachuca, en el año 2021 llegaría al equipo de Everton de Chile.

### Etapa en México
Para el 2022 llegaría al equipo oaxaqueño, donde es recordado por anotar un póker.
Un año después llega al conjunto sinaloense de los Dorados.

### Bolivia
En el segundo semestre de 2024, Cañozales se unió al club boliviano Always Ready.

### Venezuela
Al año siguiente, se cambió al club venezolano Carabobo Fútbol Club.

### Millonarios
El 19 de julio de 2025 es anunciado como nuevo jugador de Millonarios en las redes sociales del club.

## Clubes
| Club                            | Div.                | Temporada           | Liga  | Liga  | Copas | Copas | Internacional | Internacional | Total | Total |
| Club                            | Div.                | Temporada           | Part. | Goles | Part. | Goles | Part.         | Goles         | Part. | Goles |
| ------------------------------- | ------------------- | ------------------- | ----- | ----- | ----- | ----- | ------------- | ------------- | ----- | ----- |
| 1.º Dezembro Portugal           | 4.ª                 | 2019-20             | 12    | 1     | -     | -     | -             | -             | 12    | 1     |
| Praiense Portugal               | 4.ª                 | 2020-21             | 7     | 1     | -     | -     | -             | -             | 7     | 1     |
| Everton de Viña del Mar · Chile | 1.ª                 | 2021                | 11    | 2     | -     | -     | -             | -             | 11    | 2     |
| Alebrijes de Oaxaca · México    | 2.ª                 | C-2022              | 10    | 0     | -     | -     | -             | -             | 10    | 0     |
| Alebrijes de Oaxaca · México    | 2.ª                 | A-2022              | 16    | 3     | -     | -     | -             | -             | 16    | 3     |
| Alebrijes de Oaxaca · México    | 2.ª                 | C-2023              | 17    | 6     | -     | -     | -             | -             | 17    | 6     |
| Alebrijes de Oaxaca · México    | Total club          | Total club          | 43    | 9     | 0     | 0     | 0             | 0             | 43    | 9     |
| Dorados de Sinaloa · México     | 2.ª                 | A-2023              | 6     | 1     | -     | -     | -             | -             | 6     | 1     |
| Dorados de Sinaloa · México     | 2.ª                 | C-2024              | 14    | 4     | -     | -     | -             | -             | 14    | 4     |
| Dorados de Sinaloa · México     | Total club          | Total club          | 20    | 5     | 0     | 0     | 0             | 0             | 20    | 5     |
| Always Ready · Bolivia          | 1.ª                 | C-2024              | 10    | 0     | -     | -     | 2             | 0             | 12    | 0     |
| Carabobo · Venezuela            | 1.ª                 | A-2025              | 17    | 4     | -     | -     | 6             | 0             | 23    | 4     |
| Millonarios · Colombia          | 1.ª                 | F-2025              | 0     | 0     | -     | -     | -             | -             | 0     | 0     |
| Total en su carrera             | Total en su carrera | Total en su carrera | 120   | 22    | 0     | 0     | 8             | 0             | 128   | 22    |

### Tripletes
| 1 | 23 de marzo de 2023 | Estadio Tecnológico de Oaxaca | Alebrijes de Oaxaca - Mineros de Zacatecas |  | 6 - 3 | Liga de Expansión MX | [ 4 ] |